# Alice Coachman
Alice Marie Coachman Davis, född Coachman 9 november 1923 i Albany i Georgia, död 14 juli 2014 i Albany i Georgia, var en amerikansk friidrottare (höjdhopp).
Coachman blev olympisk mästare i höjdhopp vid olympiska sommarspelen 1948 i London. Hon var då den första svarta kvinnan någonsin att ta ett olympiskt guld.